# Canthidium ardens
Canthidium ardens là một loài bọ cánh cứng trong họ Bọ hung (Scarabaeidae).